# Jean Léonard

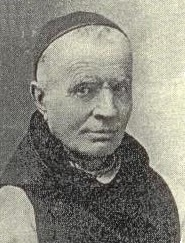
Abt Jean Léonard

Jean Léonard (* 15. Juli 1815 in Saint-André-de-Majencoules; † 12. November 1895 in der Abtei Sainte-Marie de Fontfroide) war ein französischer Geistlicher, Zisterzienser und Abt.

## Leben und Werk
Louis Léonard besuchte das Kleine Seminar in Beaucaire und das Priesterseminar in Nîmes und wurde im Dezember 1839 zum Priester geweiht. Von 1840 bis 1846 unterrichtete er Mathematik am Seminar in Beaucaire, von 1846 bis 1856 leitete er das kirchliche Gymnasium (Collège) in Sommières. Durch die geistliche Betreuung der dortigen Ursulinen wurde er auf das 1854 von Marie-Bernard Barnouin neu besiedelte Kloster Sénanque aufmerksam. 1856 trat er dort ein und nahm den Ordensnamen Jean (auch: Marie-Jean) an. 1857 wurde Sénanque in den Zisterzienserorden eingegliedert und Léonard bereits 1858 als Oberer einer Gruppe von 12 Mönchen zur Neubesiedelung in das daniederliegende Kloster Fontfroide (westlich Narbonne) geschickt, das er am 6. September in Besitz nahm.
Léonard wirkte in Fontfroide 38 Jahre lang, anfänglich unter den schwierigsten Bedingungen, die letzten Jahre unter größten körperlichen Schmerzen. Sein heiligmäßiges Leben und Schaffen brachte ihm die Beinamen „französischer Don Bosco“ und „Pfarrer von Ars des Languedoc“ ein. Zahlreiche Priester und Laien holten sich bei ihm Rat. Fontfroide wurde eine Schule der Nächstenliebe. Solange er lebte, war das Kloster vor der Schließung durch die Dritte Republik gefeit. 1888 wurde er als Nachfolger des verstorbenen Abtes von Lérins Generalvikar der Kongregation von Sénanque, 1889 zum Abt von Fontfroide geweiht. Seiner Bestattung wohnten 1895 in der Einsamkeit von Fontfroide 6 000 Menschen bei.
Zu den von ihm beeinflussten Persönlichkeiten gehörten Therese von Lisieux, Jean-Baptiste Chautard und Antonius Maria Claret (der in Fontfroide starb).
Als ihn im April 1895 Sébastien Wyart, Generalabt der Trappisten,  besuchte, war dessen Resümee:

„J‘ai vu des hommes éminents, des dignitaires, dans ma vie; aujourd’hui, le bon Dieu m’a accordé de voir un saint“

„(Ich habe in meinem Leben bedeutende Männer und nicht wenige Würdenträger getroffen; heute wurde mir vom lieben Gott gewährt, einen Heiligen zu sehen)“

Sein Seligsprechungsprozess ist eingeleitet.